# Harry Fahlstedt
Harry Natanael Fahlstedt, född 10 november 1904 i Stockholm, död 1977 i Leksand, var en svensk målare och illustratör.
Fahlstedt studerade vid Högre konstindustriella skolan i Stockholm 1921-1924 och vid Konsthögskolan 1924-1926 samt under studieresor till Italien och Frankrike. Han medverkade i samlingsutställningar med Dalarnas konstförening och Landskrona konstförening. Hans konst består av porträtt och stilleben; dessutom gjorde han illustrationer för veckotidningar och tidskrifter.